# Egbert van Kampen
Egbert Rudolf van Kampen, nizozemski matematik, * 28. maj 1908, Berchem, Belgija, † 11. februar 1942, Baltimore, Maryland, ZDA.
Van Kampen je pomembno prispeval k topologiji in še posebej k raziskovanju fundamentalnih grup.
Leta 1929 je doktoriral na Univerzi v Leidnu pod van der Woudovim mentorstvom, nato pa je leta 1931 postal profesor na Univerzi Johnsa Hopkinsa. Na tej univerzi je spoznal Zariskega, ki je tu predaval med letoma 1927 in 1929. Zariski je raziskoval fundamentalno grupo komplementa algebrske krivulje in je našel generatorje in zveze zanjo, ni pa mogel pokazati ali je našel zadostne zveze, da bi podal prezentacijo grupe. Van Kampen je rešil problem in pokazal, da so zveze Zariskega zadostne, rezultat pa je danes znan kot Zariski-van Kampnov izrek. Ta dosežek je vodil van Kampna k oblikovanju in dokazu Seifert-van Kampnovega izreka v algebrski topologiji, po čemer je najbolj znan.